# Danny Williams (Boxer)
Daniel Peter „Danny“ Williams (* 13. Juli 1973 in London, England) ist ein britischer Schwergewichtsboxer.

## Amateur
Bei der Europameisterschaft 1993 in Bursa belegte er im Schwergewicht (bis 91 kg) einen dritten Platz. 1994 wurde er bei den Commonwealth Games in Victoria (Kanada) im Superschwergewicht ebenfalls Dritter, er unterlag dort im Halbfinale dem Nigerianer Duncan Dokiwari. Im Jahr 1995 nahm er an der Amateurweltmeisterschaft in Berlin teil und verlor bereits im ersten Kampf gegen Attilla Levin aus Schweden. Williams’ Bilanz als Amateurboxer war 29 Siege bei sechs Niederlagen.

## Profikarriere
Danny Williams begann seine Profikarriere 1995. Gegen seinen ersten bekannten, aber nicht unbedingt hochklassigen Gegner Julius Francis (damalige Bilanz 19-7) musste er im April 1999 nach schwacher Leistung eine Punktniederlage einstecken. Zwei Jahre später boxten beide nochmal gegeneinander und Williams gewann durch K. o. in der vierten Runde.
Für seinen Kampf gegen Mark Potter im Jahr 2000 wurde er weithin gerühmt, da er sich früh die Schulter auskugelte, seinen Gegner aber dennoch mit dem anderen Arm K. o. schlagen konnte. 2001 verbuchte er neben dem Sieg über Francis einen K.-o.-Sieg nach nur 32 Sekunden der ersten Runde gegen den ungeschlagenen Australier Kali Meehan. Dieser wurde damals nicht allzu hoch eingeschätzt, hatte er doch noch nie außerhalb Ozeaniens gekämpft. Später (2004) boxte Meehan aber gegen Lamon Brewster um den WBO-Weltmeistertitel und verlor nur knapp und umstritten nach Punkten.
Dann trat Williams gegen Michael Sprott (Bezwinger von Timo Hoffmann) an und gewann durch K. o. in Runde sieben. Am 8. Februar 2003 verlor er in Deutschland einen Kampf um die Europameisterschaft gegen den Türken Sinan Şamil Sam. Er war als Favorit in den Kampf gegangen, wurde aber deklassiert und ging in der vierten Runde drei Mal zu Boden. Der Kampf wurde schließlich in der sechsten Runde abgebrochen. Im September des Jahres boxte er wieder gegen Michael Sprott und besiegte ihn abermals vorzeitig, diesmal bereits in Runde fünf. Am 24. Januar 2004 boxten beide noch ein drittes Mal gegeneinander; diesmal konnte sich Sprott nach Punkten durchsetzen.
Am 30. Juli 2004 besiegte Williams überraschend den in den Ring zurückgekehrten Mike Tyson in der Freedom Hall in Louisville (Kentucky) durch K. o. in der vierten Runde. Sein Sieg war allerdings durch eine Knieverletzung Tysons begünstigt, die sich der Ex-Weltmeister in der ersten Runde zugezogen hatte. Nach Punkten lag Williams weit zurück. In den ersten beiden Runden sah man einen sehr schnellen Tyson. In Runde drei wurden Williams wegen eines Tiefschlags und Nachschlagens noch zusätzlich Punkte abgezogen. Tyson brachte Williams in allen vier Runden ins Wanken, doch der größere und schwerere Engländer bewies Nehmerfähigkeiten und ging nicht zu Boden.
Durch seinen Sieg über Tyson empfahl sich Williams für einen Titelkampf gegen Vitali Klitschko. Am 11. Dezember 2004 verlor Williams diese freiwillige Titelverteidigung Klitschkos durch technischen K. o. in der achten Runde. Er wurde in der ersten, dritten, siebten und achten Runde zu Boden geschlagen und konnte dem Ukrainer nie ernsthaft gefährlich werden.
Nach dieser Niederlage kehrte er nach England zurück und boxte nach einem Aufbaukampf gegen den ungeschlagenen Olympiasieger Audley Harrison, den er zu Boden schicken und knapp nach Punkten schlagen konnte.
Anschließend kam es zu einem weiteren Duell gegen seinen ungeschlagenen 39-jährigen Landsmann Matt Skelton, einem ehemaligen K-1 Kämpfer, das er am 2. Februar 2006 knapp nach Punkten gewann. Mit diesem Kampf wollte sich Williams für einen Kampf um den WBO-Titel oder gegen den WBA-Titelträger Nikolai Walujew empfehlen. Williams’ Trainer meinte allerdings, dass sein Schützling von diesem Traumkampf noch weit entfernt sei.
Nach einem Aufbaukampf gegen Adnan Serin, den Williams durch K. o. in der dritten Runde gewann, kam es am 8. Juli 2006 im Millennium Stadium zu einem (von Williams als Durchgangsstation zu einem WM-Kampf geplanten) Rückkampf gegen Skelton, da der erste Kampf knapp und unterhaltsam war. Williams stieg mit dem bisher höchsten Kampfgewicht seiner Karriere (über 130 kg) in den Ring und verlor einstimmig nach Punkten.
Den Rückkampf gegen Audley Harrison verlor er, obwohl wieder mit seinem üblichen Kampfgewicht von gut 120 kg, bereits in der dritten Runde durch technischen K. o. Nachdem es danach bereits Spekulationen um seinen Rücktritt vom Boxsport gab, konnte er im März 2007 den ungeschlagenen Scott Gammer durch K. o. in der neunten Runde besiegen und die britische Meisterschaft zurückgewinnen. Dabei wog er mit nur 103,5 kg ein, das geringste Gewicht seit seinem Profidebüt.
Am 8. Dezember 2007 boxte Williams gegen den Ukrainer Oleh Platow. Nachdem Platow das Duell zu Beginn dominierte, bestimmte Williams ab der zweiten Runde das Kampfgeschehen. Platow zog sich durch einen unabsichtlichen Kopfzusammenstoß ein Platzwunde zu. Aufgrund dieser Verletzung wurde der Kampf in der vierten Runde abgebrochen und bekam keine Wertung.
Am 30. Mai 2008 gelang Williams im spanischen Barakaldo bei Bilbao unter kontroversen Bedingungen ein Sieg gegen den zuvor noch ungeschlagenen Deutschen Konstantin Airich. Für einen Tiefschlag Williams’, wegen dessen Wirkung Airich angezählt wurde, bekam Williams einen Abzug von zwei Punkten. Williams wurde in der dritten Runde nach mehreren schweren Wirkungstreffern zweimal im Stehen angezählt, außerdem wurde Airich ein weiterer Niederschlag in der vierten Runde gutgeschrieben, als Williams während des Rundenerlaufs ausrutschte. In der fünften Runde wurde Williams wegen Nachschlagens ein weiterer Punkt abgezogen. Zum Ende der Runde erzielte er einen ebenfalls durch Ausrutschen des Gegners begünstigten Niederschlag. In der sechsten Runde gelang ihm ein weiterer Niederschlag, woraufhin Airichs Promoter, der Türke Ahmet Öner, zum Tisch des Zeitnehmers ging, die Rundenglocke betätigte und damit eigenmächtig die Runde um etwa die Hälfte verkürzte. In der siebten Runde warf Öner dann das Handtuch, was einen Sieg durch technischen K. o. für Williams bedeutete.
Im Juli 2008 besiegte er im Kampf um die britische Schwergewichtsmeisterschaft John McDermott knapp nach Punkten, obwohl ihm im Kampfverlauf drei Punkte (wegen Tiefschlägen und Ausspucken des Mundschutzes) abgezogen wurden. Er sollte am 8. November 2008 ein Rückkampf gegen McDermott bestreiten. Dieser musste den Kampf jedoch wegen einer Rippenverletzung absagen, woraufhin Williams gegen den Polen Albert Sosnowski boxte, gegen den er überraschend durch technischen K. o. in der achten Runde verlor.
Am 2. Mai 2009 kam es zum Rückkampf gegen McDermott bei dem Williams britischer Schwergewichtstitel auf dem Spiel stand; er gewann nach Punkten. Im Oktober 2009 nahm er an dem vom britischen Fernsehsender Sky Sports organisierte TV-Schwergewichtsturnier „Prizefighter“ teil, verlor dort aber bereits seinen ersten Kampf über drei Runden nach Punkten und musste zudem in der ersten Runde zweimal zu Boden. Nachdem er den britischen Meistertitel am 15. Mai 2010 durch eine TKO-Niederlage in der zweiten Runde an den ungeschlagenen Dereck Chisora verlor, beendete Danny Williams seine Karriere, allerdings nur vorläufig.
Am 5. März 2011 kam er zurück in den Ring und knockte einen Aufbaugegner in Bielefeld in der zweiten Runde aus. Einen Monat später schlug Williams László Tóth in der ersten Runde K. o. Am 25. Juni 2011 verlor er in der siebten Runde durch TKO gegen Manuel Charr.